# Скополія карніолійська
Скопо́лія карніолі́йська, або га́ласове зі́лля, (Scopolia carniolica Jacq.) — багаторічна трав'яниста рослина заввишки 20-25 см. Кореневище товсте, повзуче. Стебла розвилисті. Листки еліптичні, при основі звужені у крилатий черешок. Квітки поодинокі, пониклі, на довгих квітконіжках між попарно зближеними листками. Квітки зовні бурувато-фіолетові, всередині жовтувато-бурого кольору з фіолетовими жилками. Плід — двогнізда коробочка. Цвіте в травні-червні.
Скополія схожа на белладонну, отруйна. Росте в тінистих густих букових та буково-грабових лісах.

## Регіональні назви
Серед регіональних назв рослини є: скопо́лія отру́йна, га́ласове зі́лля, лю́лянка гала́ска, скопо́лія карніолі́йська, бараболя дика, білун, вербишник, галаска, голосове зілля, громовий корінь, мадриґула, мандрагора, мандриґу́ля, матриду́на, німиця.

## Поширення
Скополія карніолійська — реліктовий вид з диз'юктивним ареалом, який складається з 3-х ділянок: 2 європейських і 1 кавказької. Європейські ділянки охоплюють гори і височин Південно-Східної Європи і розділені між собою Угорською рівниною. Значна частина одного з них знаходиться в Україні (Закарпаття, Східні Карпати, Волинсько-Подільська височина) і Молдови (Кодри). Кавказька ділянка включає Західний Кавказ і Західне Закавказзя.

## Фармакологічні властивості
З лікувальною метою використовують кореневища і корені (лат. Rhizoma et radix scopolia). Вони містять 0,4-1,5 % алкалоїдів, головним чином скополамін і менше атропіну та гіосциаміну, бетаїн, холін, фітостерин, сахарозу.

## Медичне застосування
Скополамін є цінним лікарським засобом, який застосовується для знеболювання пологів, при паркінсонізмі та інших захворюваннях. Він служить також для розширення зіниць.

## Збір
Кореневища та коріння збирають після плодоношення, в липні — серпні. Викопують всю підземну частину рослини, очищають від землі і промивають у холодній воді. Для кращого просушування товсті кореневища розрізують. Сушать на відкритому повітрі, горищах або в спеціальних сушарнях. При збиранні скополії слід зрідка залишати кореневища для відновлення рослин.
Скополія застосовується в гомеопатії як засіб від геморою.